# Tattershall Thorpe
Tattershall Thorpe – osada i civil parish w Anglii, w Lincolnshire, w dystrykcie East Lindsey. W 2011 civil parish liczyła 245 mieszkańców. Tattershall Thorpe jest wspomniana w Domesday Book (1086) jako Torp.